# Ulica Gąsiorowskich w Poznaniu
Ulica Gąsiorowskich w Poznaniu – ulica położona na Łazarzu, na obszarze jednostki pomocniczej Osiedle Św. Łazarz w Poznaniu, biegnąca na wschód od ul. Głogowskiej do ul. Kolejowej. Została wytyczona jeszcze w XIX wieku, przed włączeniem Łazarza w obręb miasta. 
W czasach zaboru pruskiego ulica nosiła niemiecką nazwę Allee-Strasse (pol. ul. Alejowa), natomiast podczas okupacji niemieckiej – Hegendorferstrasse (od Krzysztofa Hagendorfera).
Południowa strona ulicy, przerwana wylotem ul. Małeckiego, jest zabudowana trzypiętrowymi domami mieszkalnymi z przełomu XIX/XX w. o dość przeciętnej architekturze. Na narożniku ul. Kolejowej w budynku gruntownie przebudowanym z dawnej willi fabrykanta Napoleona Urbanowskiego, od 1913 r. do 29 października 2010 r. mieścił się szpital – Poznański Zakład Ortopedyczny, należący do Caritasu, przed likwidacją Wielkopolskie Centrum Ortopedii i Chirurgii Urazowej im. Ireneusza Wierzejewskiego – ufundowany przez obecnych patronów ulicy, Bronisława i Helenę Gąsiorowskich. Nazwa ulicy przypomina również Ludwika Gąsiorowskiego (1807–1863), lekarza, historyka medycyny, powstańca z 1831 i 1848 r. Organizatorem szpitala był Ireneusz Wierzejewski. Pracował tu m.in. prof. Wiktor Dega. Po stronie przeciwnej przeważa zabudowa magazynowa, częściowo należąca do dawnego tartaku Treugotta Girbiga.